# Centro de jardinería
Un centro de jardinería es una operación minorista que vende plantas y productos relacionados para el jardín doméstico como su principal negocio. Es un desarrollo del concepto del vivero al por menor, pero con una mayor variedad de productos al aire libre e instalaciones in situ. Ahora es habitual para los centros de jardinería obtener sus existencias de plantas que han sido propagadas en otros lugares, tales como viveros especializados o mayoristas.

## Reino Unido

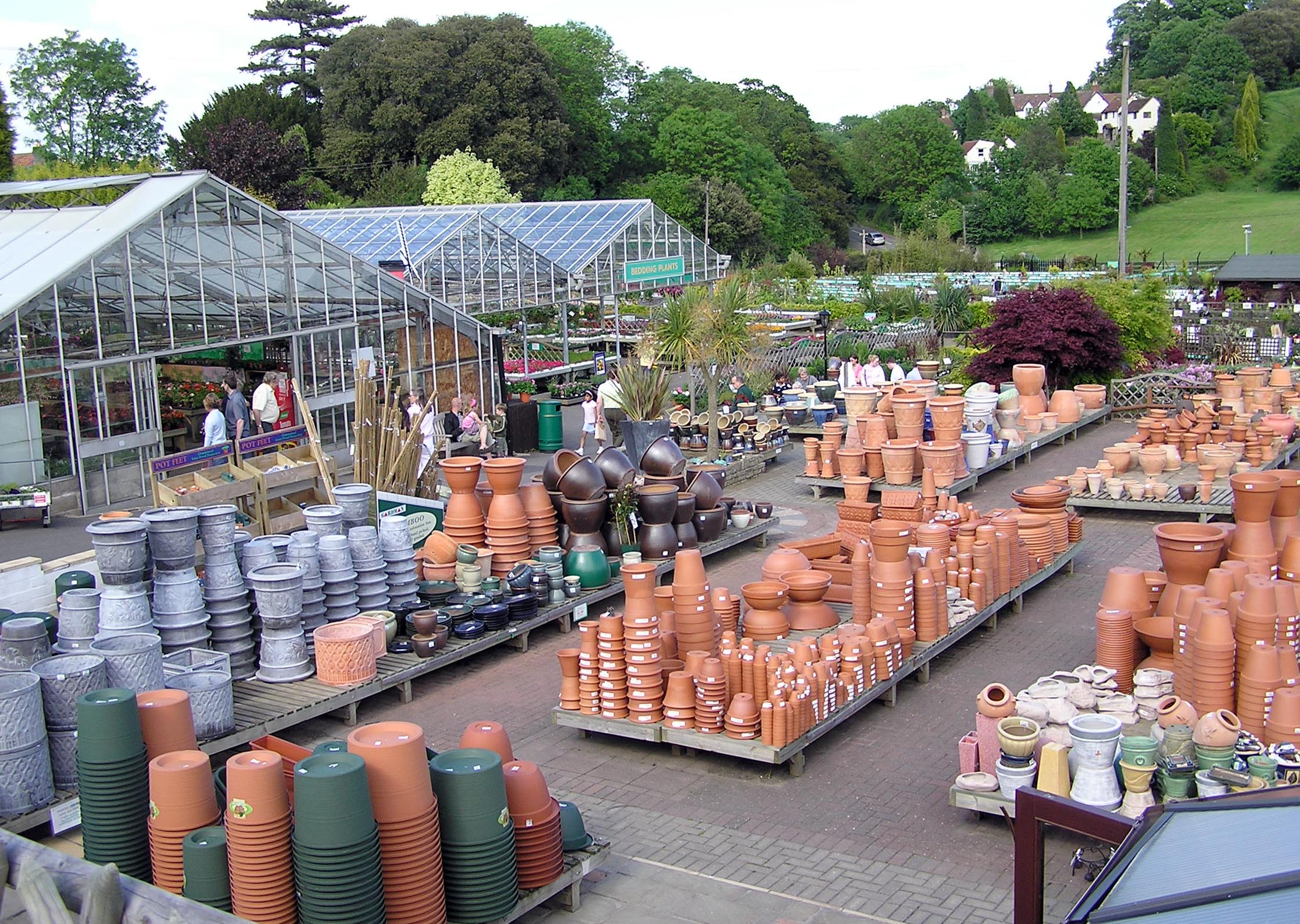
Parte de un gran centro de jardinería cerca de Bristol, Inglaterra.

Un centro de jardinería en el Reino Unido vende plantas, compost, fertilizantes, herramientas y productos de paisajimo tales como estatuas, muebles y adornos de jardín. Algunos también venden productos para mascotas y pequeños animales de compañía como cobayos, conejos, peces y ratones. La mayor parte de los centros de jardinería se han diversificado y venden productos para el hogar e interior también, por ejemplo, elementos como muebles pequeños y productos relacionados con la Navidad.
En 2010 el valor del mercado minorista de jardín en el Reino Unido se situó en £ 4,6 mil millones por año. El sector está compuesto por una mezcla de pequeñas empresas independientes, tales como Reigate Garden Centre (Surrey), de los cuales hay unos 2500 centros de jardinería aproximadamente, además de un número de cadenas nacionales o regionales. Las principales cadenas de centros de jardinería en el Reino Unido incluyen a:
- The Garden Centre Group (previamente conocido como Wyevale) (129 sitios)
- Dobbies (32 sitios)
- Klondyke (26 sitios)
- Scats Country Stores (19 sitios)
- Notcutts (19 sitios)
- Hillier Nurseries (14 sitios)
- Squires (14 sitios)
- Blue Diamond (12 sitios)

Las cadenas HUM como B&Q y Homebase también tienen sus propios departamentos de jardínería, incorporados dentro o junto a sus tradicionales bodegas o tiendas de bricolaje.
En los últimos años, los centros de jardinería han evolucionado para convertirse en un destino de ocio con patios de juego para los niños, restaurantes y otras actividades diseñadas para mejorar la experiencia de compra y aumentar el tiempo de estancia en el centro. Estos cambios han ocurrido en parte debido a que los principales competidores de los centros de jardinería tradicionales, como las cadenas de bricolaje, han bajado los precios. La competencia ha aumentado también por los centros de jardinería en línea tales como Crocus, Greenfingers y Gardening Express, aunque empresas como Capital Gardens, Dobbies, Riverside Garden Centre y The Garden Centre Group han respondido mediante el desarrollo y la comercialización de sus propias operaciones en línea. Algunas atracciones al aire libre (por ejemplo, las propiedades del National Trust, el Jardín de la RSH en Wisley, o el Arboreto de Westonbirt) también tienen sus pequeños centros de jardinería como fuente de ingresos adicionales o para desalentar la toma no autorizada de esquejes.
Las temporadas pico del negocio en el Reino Unido son la primavera (de marzo a junio) y otoño (septiembre y octubre).
Un centro de jardinería ofrece más productos y servicios que un vivero tradicional el cual principalmente vende plantas al por menor. Los centros de jardinería no sólo ofrecen artículos de jardinería, sino también edificaciones de ocio, muebles de jardín, productos para mascotas y mantenimiento de peces, artículos de regalo y productos para el hogar. Muchos de los centros más grandes también cuentan con departamentos de floristería, cuidado de aves silvestres y sus propios restaurantes. También se han diversificado en el mercado de la Navidad suministrando en gran medida bienes tales como los tradicionales árboles de Navidad, adornos e innovación y alimentos de estación.